# Kap Bujur
Kap Bujur (även Kap Bojador, Kap Boujdour) är en västafrikansk udde vars rundande var en milsten i Portugals utforskande av Afrikas västkust under 1400-talet. Vid Kap Bujur blir Kanarieströmmen så stark att de som rundade den aldrig kom tillbaka. Sjömännen var dessutom rädda att segla söderut då man trodde att det skulle fortsätta blir varmare tills vattnet kokade. Den förste europé som rundade udden och kom tillbaka var Gil Eanes 1434.
Den västsahariska staden Bujur är belägen vid udden.

## Geografi
Kap Bujur ligger cirka 160 kilometer söder om Kanarieöarna och innanför udden börjar Saharas ökenlandskap. Havet utanför har många rev och är mycket långgrunt. Fem kilometer utanför kusten är vattendjupet bara 2 meter. Norr om udden är havsströmmarna starka och dimma råder ofta, stormvindar är vanliga. Många fartyg har förlist i detta vattenområde.

## Historia
Fenicierna var de första som långväga sjöfarare som passerade Kap Bujur. I Herodotos verk ”Historia” beskrivs hur farao Necho II omkring år 600 f.Kr uppdrog åt en grupp sjöfarare från Kartago att segla runt Afrika. Om de lyckades är okänt, men det är högst troligt att de passerade Västafrika. 100 år senare lär Hanno sjöfararen från Kartago ha seglat ner till Guineabukten.
Efter Marco Polos beskrivningar om Fjärran östern började europeiska sjöfarare söka sjövägen till Indien och Kina. Men araberna kontrollerade östra Medelhavet och Arabiska havet. År 1291 seglade två genuesiska bröder, Vandino och Ugolino Vivaldi ut genom Gibraltarsund och utmed den marockanska kusten till Gozora (Kap Chaunar). Därefter finns inga spår efter expeditionen.
På 1400-talet spreds rykten om stormar, monster och hettan bortom Bujur. Havet utanför Bujur kallades ”mörkrets gröna hav”. Den portugisiske poeten Pessoa fångade dessa rykten i en dikt:
| ”                                       | Den som önskar segla bortom Bujur Får också segla bortom smärta. | „ |
| – Fernando Pessoa i samlingen Mensagem. |                                                                  |   |

År 1415 erövrade Portugal Ceuta på Marockos Nordkust. Kungens prinsar, Duarte och Henrique, deltog i stormningen av staden. Dom Henrique blev utnämnd till guvernör över Algarve och organiserade upptäcktsresor utmed Afrikas kust och öarna i Atlanten. Han kallades därefter Henrik Sjöfararen. De följande 12 åren sände han ut 14 expeditioner för att utforska Afrikas nordvästkust. Men farliga farvatten och elaka rykten hade skapat en gräns vid Kap Bujur. I början på 1430-talet bestämde Henrik Sjöfararen att korsa den gränsen. 1433 skickade han ut en av sina sjökaptener, Gil Eannes från Lagos, på uppdraget. Eannes kom bara till Kanarieöarna innan han var tvungen att återvända.
Året därpå sändes Eannes åter ut med uppdraget att passera Kap Bujur. Denna gång seglade han långt ut till havs och lyckades runda den farliga udden. Han tog sig in till kusten och det enda liv han upptäckte i öknen var en blomma som han tog med till Henrik Sjöfararen som bevis. Han hyllades storligen i Portugal för att ha öppnat porten till fortsatta upptäcktsfärder runt Afrika. Blomman döptes till St. Mary's roses.